# Rijksheerlijkheid Breitenegg
Breitenegg (vroeger Breiteneck) was een tot de Beierse Kreits behorend rijksgraafschap binnen het Heilige Roomse Rijk.
De heerlijkheid Breitenegg was oorspronkelijk afhankelijk van het Beierse Dietfurt. In 1600 kwam de heerlijkheid in gemeenschappelijk bezit van het vorstendom Palts-Neuburg en het hertogdom Beieren. Beieren kocht het deel van Palts-Neuburg in 1611.
In 1623 schonk Beieren de heerlijkheid aan graaf Johan 't Serclaes van Tilly. Tilly was de belangrijkste veldheer van de onder leiding van de hertog van Beieren staande Katholieke Liga. In 1631 kreeg Tilly ook de landshoogheid. De keizer maakte de heerlijkheid rijksvrij in 1635. In 1649 kreeg de graaf een zetel in de Beierse Kreits. 
In 1724 stierf het geslacht uit en vielen de Beierse lenen terug aan het hertogdom Beieren. Ook de landshoogheid kwam aan Beieren. De eigengoederen werden geërfd door een zuster van de graaf, die gehuwd was met een graaf van Montfort. in 1792 kwam ook de eigengoederen aan Beieren.

## Bezit

### Lenen
- Freystadt
- slot en markt Holnstein
- gehucht Hohenfels

### Eigen goederen
- slot en markt Breitenegg
- slot Helfenberg

Zowel de drie delen van de rijksheerlijkheid lagen als de twee egen goederen lagen niet aaneengesloten.   